# 유브 갓 메일
《유브 갓 메일》(영어: You've got mail)은 1998년에 개봉한 미국의 로맨틱 코미디 영화로, 톰 행크스와 멕 라이언이 출연했다. 노라 에프런 감독이 연출했고, 각본은 여동생인 델리아 에프런과 함께 썼다. 라슬로 미클로시의 희곡 《향수가게》(Parfumerie)와 그를 영화화한 에른스트 루비치 감독의 《모퉁이 가게》를 현대적으로 리메이크한 작품으로, 서로에 대해 전혀 모른 채 온라인 채팅을 통해 만난 두 남녀의 로맨스를 다룬다.
《볼케이노》(1990)와 《시애틀의 잠 못 이루는 밤》(1993)에 이은 행크스와 라이언 주연의 세 번째 로맨스 영화이다.

## 줄거리
뉴욕 맨해튼에서 '모퉁이 서점(Shop Around The Corner)'이라는 작은 어린이 서점을 운영하는 캐슬린 켈리. 칼럼니스트인 남자 프랭크와 동거하고 있지만 정말로 호감을 가진 상대는 AOL 온라인 채팅으로 만나는 익명의 남성이다. 캐슬린은 '숍걸(SHOPGIRL)'이라는 아이디로 'NY152'라는 익명의 남성과 매일 메시지를 주고 받고 있다. NY152의 정체는 대형 서점 체인 '폭스 서점'을 운영하는 폭스가의 후계자 조 폭스. 조는 캐슬린처럼, 퍼트리샤라는 여성과 사귀며 그녀의 집에서 지내고 있지만 큰 애정이 없으며, 채팅 속 '숍걸'에게 흥미를 느끼고 있다. 캐슬린과 조는 같은 지역에 살고 있다는 것 빼고는 서로의 신원을 철저히 감춘 채 친밀감을 키워가고 있었다.
어느 날 폭스 서점은 캐슬린의 모퉁이 서점이 있는 골목에 지점을 내기로 한다. 조는 시장 조사차 맨해튼에 왔다가, 나이 어린 고모와 이복동생을 데리고 모퉁이 서점을 찾아온다. 조와 캐슬린이 마주치고 둘은 서로에게 호감을 느끼지만, 대형 서점 체인에 불편함을 표하는 캐슬린을 보고 자기가 폭스 사람이라는 것을 감춘다. 며칠 뒤, 프랭크와 함께 출판인 파티에 가게 된 캐슬린은 조와 재회한다. 그리고 그의 성이 폭스라는 것을 알게 되자 배신감을 느낀다. 이후 폭스 서점이 들어서고, 캐슬린의 낙관과는 달리 모퉁이 서점 손님은 급감한다. 캐슬린은 숍걸의 이름으로 NY152에게 조언을 구하고 NY152는 비즈니스 관점에서 강하게 나서야 한다고 충고한다.
한편 채팅 속에서 'NY152'는 '숍걸'에게 한번 만나보지 않겠느냐고 제안하고 근처 카페에서 약속이 잡힌다. 조는 '숍걸'의 정체가 캐슬린임을 알게 되고 충격을 받는다. 그래서 처음에는 돌아서려다가, 곧 NY152임을 숨기고 조 폭스의 이름으로 캐슬린 앞에 앉는다. 조는 능글맞게 캐슬린을 놀리는 척하며 떠보는데, 캐슬린은 그런 조에게 피도 눈물도 없는 자본가라고 비난한다. 조는 굳은 얼굴로 캐슬린을 떠난다. 이후 캐슬린은 NY152가 왜 나오지 않았는지 궁금해 하고 조는 사과하는 답신을 보내며 언젠가는 이유를 말해줄 것이라고 한다.
캐슬린은 서점을 살리기 위해서 프랭크의 도움을 받아 방송 출연도 해보고, 어린이들을 모아 시위에도 나선다. 그러나 박리다매에 세련된 시설을 갖춘 폭스 서점에 당해내지 못한다. 결국 직원들을 내보내고 서점은 폐업한다. 캐슬린은 잠시 휴식기를 가지며 글을 쓰기 시작한다. 그리고 조는 그런 캐슬린을 보고 죄책감을 느낀다. 어느 날 맨션 엘리베이터에 갇히는 사건을 계기로, 조는 캐슬린을 정말로 좋아했음을 깨닫는다. 조는 그 길로 퍼트리샤와 이혼하고 집을 뛰쳐 나온다.
조는 폭스 서점에서 일하게 된 옛 모퉁이 직원 조지에게 물어 캐슬린의 집을 찾아온다. 마침 프랭크와 헤어지고 감기에 걸려 있던 캐슬린에게, 조는 꽃을 건네며 마음을 담아 사과한다. 그 후 몇 주간, 조는 NY152로서 캐슬린과 계속해서 대화하면서, 현실에서 우연을 가장해서 캐슬린과 몇 번이나 만난다. 캐슬린이 NY152와 만나기로 한 날, 조는 캐슬린에게 자신이 서점 사장이 아니었더라면 캐슬린에게 데이트 신청을 했을 거라고 넌지시 고백한다. 캐슬린은 혼란을 느끼며 NY152를 만나러 약속 장소인 리버사이드 공원으로 간다. 그곳에서 조가 NY152로서 나타나자, 캐슬린은 눈물을 흘리며 당신이기를 바랐다고 답하고, 둘은 키스한다.

## 출연
- 톰 행크스 - 조 폭스
- 멕 라이언 - 캐슬린 켈리
- 그레그 키니어 - 프랭크 너배스키
- 파커 포지 - 퍼트리샤 이든
- 진 스테이플턴 - 버디
- 데이브 셔펠 - 케빈
- 스티브 잔 - 조지
- 헤더 번스 - 크리스티나
- 대브니 콜먼 - 넬슨 폭스
- 존 랜돌프 - 스카일러 폭스
- 데버라 러시 - 베로니카 그랜트
- 핼리 허시 - 애너벨
- 제프리 스캐퍼로타 - 맷
- 카라 시모어 - 질리언 퀸
- 케이티 피너런 - 모린
- 마이클 바달루코 - 찰리
- 빈 콕스 - 미란다 마걸리스 작가
- 사라 라미레스 - 마트 계산원 로즈
- 레이코 에일스워스 - 추수감사절 파티 손님
- 안드레 솔리우초 - 카페 랄로 웨이터
- 캐스린 메이즐 - 세실리아 켈리

## 한국어 더빙 성우진

### SBS (2001년 12월 23일)
- 오세홍 - 조 폭스(톰 행크스)
- 송도영 - 캐서린 캘리(멕 라이언)
- 차명화 - 패트리샤(파커 포지)
- 김정희 - 버디(진 스테이플턴)
- 김태웅 - 케빈(데이브 채플리)
- 김수중 - 죠지(스티브 잔)
- 온영삼 - 넬슨(대브니 콜먼)
- 강구한 - 프랭크(그렉 키니어)
- 정기항
- 김정미
- 이재정
- 김희선
- 서윤석
- 이주원

### KBS (2012년 7월 13일)
- 오세홍 - 조(톰 행크스)
- 송도영 - 캐슬린(멕 라이언)
- 김일 - 프랭크(그레그 키니어)
- 배정미 - 패트리샤(파커 포지)
- 김병관 - 조의 아버지(대브니 콜먼)
- 박상일 - 조의 할아버지(존 랜돌프)
- 손정아 - 캐슬린의 책 가게 아줌마(진 스테이플턴)
- 변현우 - 남자 직원(스티브 잔)
- 유호한 - 조의 아파트 경비원(마이클 바달루코) / 백화점 손님(하워드 스피겔)
- 오인실 - 크리스티나(헤더 번스)
- 장민혁 - 케빈(데이브 셔펠) / 컴퓨터 시스템 음성(엘우드 에드워즈) / 커피 가게 직원(조지 F. 밀러)
- 박희은 - 애나벨와 메튜의 엄마(카라 세이무어) / 백화점 계산원(사라 라미레스)
- 양유진 - 애나벨(핼리 허시)
- 김소희 - 메튜(제프리 스카페로타)

## 비평
듀나는 서점 전쟁이라는 소재가 영화 속 전형적 로맨스에 불안한 현실 감각을 부여하며 차별성을 띠지만, 그걸 풀어내는 설득력은 부족하다고 지적했다. 그러나 로맨틱 코미디로서 관객을 만족시키는 '아주 잘 만들어진 기성품 영화'로 호평하며 4점 만점에 3점을 주었다.